# خاویر دی گرگوریو
خاویر دی گرگوریو (اسپانیایی: Javier di Gregorio‎؛ زادهٔ ۲۳ ژانویهٔ ۱۹۷۷) بازیکن سابق فوتبال متولد آرژانتین اهل شیلی است.
وی در تیم ملی فوتبال شیلی بازی کرده‌است.